# 야마하 Y8950

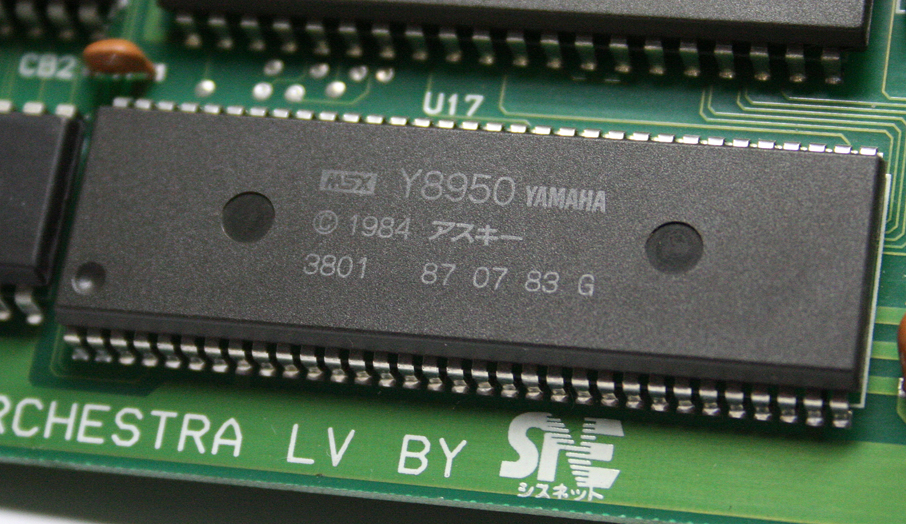
야마하 Y8950

야마하 Y8950(Yamaha Y8950)은 1984년에 생산된 사운드 칩이다. MSX 개인용 컴퓨터용 확장 카트리지에 포함되도록 설계되었기 때문에 MSX-오디오(MSX-Audio)라고도 한다.
Y8950은 기본적으로 ADPCM 인코더/디코더가 추가된 야마하 YM3526이다. 세 가지 카트리지 모델로 출시되었다.
- 필립스 NMS-1205
- 도시바 HX-MU900
- 파나소닉 FS-CA1

## 기능
- 야마하 YM3526(OPL)과 호환 가능
- 9개의 FM 합성 보이스(위상 변조 사용)
- 두 가지 사운드 생성 모드 사용 가능: 9개 음색 또는 6개 멜로디와 5개 리듬을 동시에 울림(C.A.P.T.A.I.N.(문자 및 패턴 전화 액세스 정보 네트워크) 시스템 및 텔레텍스와 호환 가능).
- 내장형 비브라토 및 AM 발진기
- 내장 가속 4비트 ADPCM 음성 분석/합성 회로
- 외부 256-kB RAM 및 256-kB ROM 연결 가능성
- 키보드 스캔을 위한 내장 8비트 입력/출력 포트
- 4비트 범용 I/O 포트 내장
- 내장형 범용 타이머 2개
- TTL 호환 입력/출력
- Si-게이트 CMOS LSI
- 5V 단일 전원 공급 장치
- 64핀 SDIP 캡슐화(V9938에서도 동일한 작업이 수행됨)

## 같이 보기
- 야마하 OPL